# 东方尾孢虫
东方尾孢虫（学名：Henneguya orientalis）为尾孢科尾孢虫属的动物。在中国，分布于湖北等，营寄生生活，寄生在乌鳢的鳔。
其种加词“orientalis”意为“东方的”。